# Leuris Pupo
Leuris Pupo-Requejo (Holguín, 9 aprile 1977) è un tiratore a segno cubano, vincitore di una medaglia d'oro ai Giochi olimpici di Londra 2012 e di una medaglia d'argento ai Giochi olimpici di Tokyo 2020.

## Palmarès

### Giochi olimpici
- 2 medaglie:
  - 1 oro (pistola 25 metri automatica a Londra 2012).
  - 1 argento (pistola 25 metri automatica a Tokyo 2020).

### Campionati americani
- 1 medaglia:
  - 1 oro (pistola 25 metri automatica a Rio de Janeiro 2010).

### Giochi panamericani
- 2 medaglie:
  - 2 ori (pistola 25 metri automatica a Santo Domingo 2003; pistola 25 metri automatica a Rio de Janeiro 2007).